# Luiz Freire
Luiz de Barros Freire (na grafia antiga) (Recife, 16 de março de 1896 — 17 de julho de 1963) foi um engenheiro, professor e pioneiro da ciência no Brasil.
Foi engenheiro civil, professor da Escola de Engenharia de Pernambuco (EEP) e personagem de destaque na ciência do estado de Pernambuco e no Brasil no século XX. Foi catalisador de talentos em Pernambuco, estimulando e influenciando futuros cientistas, como Hervásio Guimarães de Carvalho,  Mário Schenberg, José Leite Lopes, Samuel MacDowell (físico) e Leopoldo Nachbin.

## Biografia
Primeiros anos
O professor Luiz Freire era filho de Judith de Barros Freire e Francisco da Silva Freire. Os 3 anos de idade foi morar com a mãe na casa dos avós maternos devido ao falecimento do pai.
Durante a adolescência trabalhou na loja de seu tio, "Seu Ernesto".  Nessa época ganhou fama de travesso devido a várias discursões com seu tio. Apesar desse trabalho, Luiz Freire não se entusiasmou pelo comércio.
A partir dos 16 anos seu interesse pela ciência e pela filosofia floresceu. Desde então dedicou toda a sua vida ao ensino e pesquisa científica. Antes mesmo de entrar na EEP ele se reunia com amigos para estudar temas relacionados a filosofia. Tais amigos eram: Aurino Duarte, Waldemar Monteiro e José cordeiro. Chamavam esse grupo de estudo de "Escola de Alexandria" .  Aurino Duarte contou que os participantes do grupo de estudo já sabiam que " a vocação dele (Luiz Freire) não era para aquela especulação de coisas existentes, coisas objetivas, mas sim para coisas transcendentes" 
Família
Era casado com Branca Palmeira Freire que foi sua aluna na Escola Normal. Teve como filhos: o capitão de fragata e engenheiro naval Thales de Barros Freire, o professor e advogado Marcos Freire, Célia Freire d'Aquino Fonseca, Maria Freire Breves, Eunice Freire da Mota e Albuquerque e Lúcia Freire Campêlo (na grafia antiga).  
Carreira Acadêmica
Em 1904, o Estado de Pernambuco, com o argumento de economia para o erário público, extinguiu a EEP.  Assim, os professores remanescentes da EEP e pessoas de outras instituições locais, preocupadas com a falta de uma instituição para formar engenheiros no estado de Pernambuco, fundaram a Escola Livre de Engenharia. Foi nesse contexto que Luís Freire, em 1914, ingressou nessa instituição e obteve o diploma de engenheiro civil em 1918.
Em 1925, a  Escola Livre de Engenharia voltaria a ser chamada de Escola de Engenharia de Pernambuco, assim, recuperando a sua denominação original. Ao longo dos anos esta instituição  passou por diversas transformações e hoje é o Centro de Tecnologia e Geociências(CTG) que pertence à Universidade Federal de Pernambuco (UFPE). 
Em 1919, Luís Freire foi aprovado na seleção para professor da cátedra de geometria da Escola Normal de Pernambuco, uma escola de ensino básico que formava professores, após defender a tese e submeter-se a prova escrita do concurso. Em 1921, também através de concurso, após defesa de tese intitulada "A concepção cartesiana e as séries de Fourier" , tornou-se também professor da Escola Livre de Engenharia de Pernambuco. Tornou-se em 1934 professor catedrático de física, recebendo o título de Doutor em Ciências Físicas e Matemáticas.
Devido ao fato da EEP não proporcionar salário que lhe permitisse dedicação exclusiva, Luís Freire também lecionou no  Ginásio Pernambucano, entre 1925 e 1940 e nos colégios Prytaneu, Carneiro Leão, Oswaldo e Liceu Pernambucano ( Hoje, Liceu Nóbrega de Artes e Ofícios). No Rio de Janeiro foi professor catedrático da Faculdade de Ciências da Universidade do Distrito Federal (UDF), atual Universidade Federal do Rio de Janeiro, dirigida pelo educador Anísio Teixeira.
Luís Freire foi protagonista do crescimento e fortalecimento  da EEP. Ele presenciou quando a EEP foi incorporada a Universidade do Recife (UR) ,em 1946. Alguns anos depois, em 1965, a UR passou a se chamar Universidade Federal de Pernambuco.
Em 1949, Luís Freire apoia a criação do Centro Brasileiro de Pesquisas Físicas.
Em 1951, Luís Freire foi nomeado membro do recém-criado Conselho Nacional de Pesquisas, atual CNPq,  participando da Comissão de Ciências Físicas e Matemáticas.
Em 1952, fundou o Instituto de Física e Matemática (IFM). Este instituto tinha como objetivo a pesquisa em raios cósmicos e em Física Nuclear. O trabalho do professor Luís Frei foi fundamental para estabelecer a pesquisa científica no estado de Pernambuco e como grande incentivador de jovens talentos ele também foi influente na ciência nacional. Foi graças a influência do prof. Luís Freire que jovens como Hervásio Guimarães de Carvalho,  Mário Schenberg, José Leite Lopes, Francisco de Assis Brandão (Brandãozinho), Rômulo Maciel, José Medeiros Machado (Machadinho), Jaime de Azevedo Gusmão Filho, Ricardo Palmeira, Fernando de Souza Barros, Samuel MacDowell (físico), Sidrack de Holanda Cordeiro, Manfredo Perdigão do Carmo seguiram na carreira acadêmica.
Falecimento
Faleceu às 4:30 da manhã em sua residência no Recife no dia 17 de Julho de 1963.  O sepultamento ocorreu no mesmo dia às 16 horas no Cemitério de Santo Amaro (Recife). O corpo do professor Luiz Freire foi velado por alguns minutos na EEP. Neste momento foi prestada uma homenagem ao falecido. Usaram a palavra o então diretor da EEP, o professor Newton da Silva Maia e o professor Lauro de Oliveira do Colégio Estadual de Pernambuco (atual Ginásio Pernambucano). 
Legado
Depois do falecimento do Professor Luís Feire, em 1963, o IFM foi desmembrado. Esse processo se iniciou em 1967 e foi efetivado em 1968. Neste Período o diretor do IMF era o professor Jônio Lemos e, segundo ele, pode-se destacar como Herança do IFM: a separação da Física e da Matemática, a criação do  Centro de Energia Nuclear, a criação do curso de graduação e o mestrado em Estatística. Também é possível citar a criação do centro de Computação Eletrônica com instalação do IBM 1130 e a criação do curso de graduação em informática. Os recentes cursos e centros criados após a separação do IFM passaram por inúmeras modificações e deram origem ao que hoje são os atuais  Departamento de Física, Departamento de Energia Nuclear, Departamento de Estatística e Centro de Informática da UFPE . Assim pode-se considerar que o  IFM, criado por Luís Freire, foi o embrião de vários departamentos  atuais da Universidade Federal de Pernambuco.